# Симфония № 9 (Дворжак)

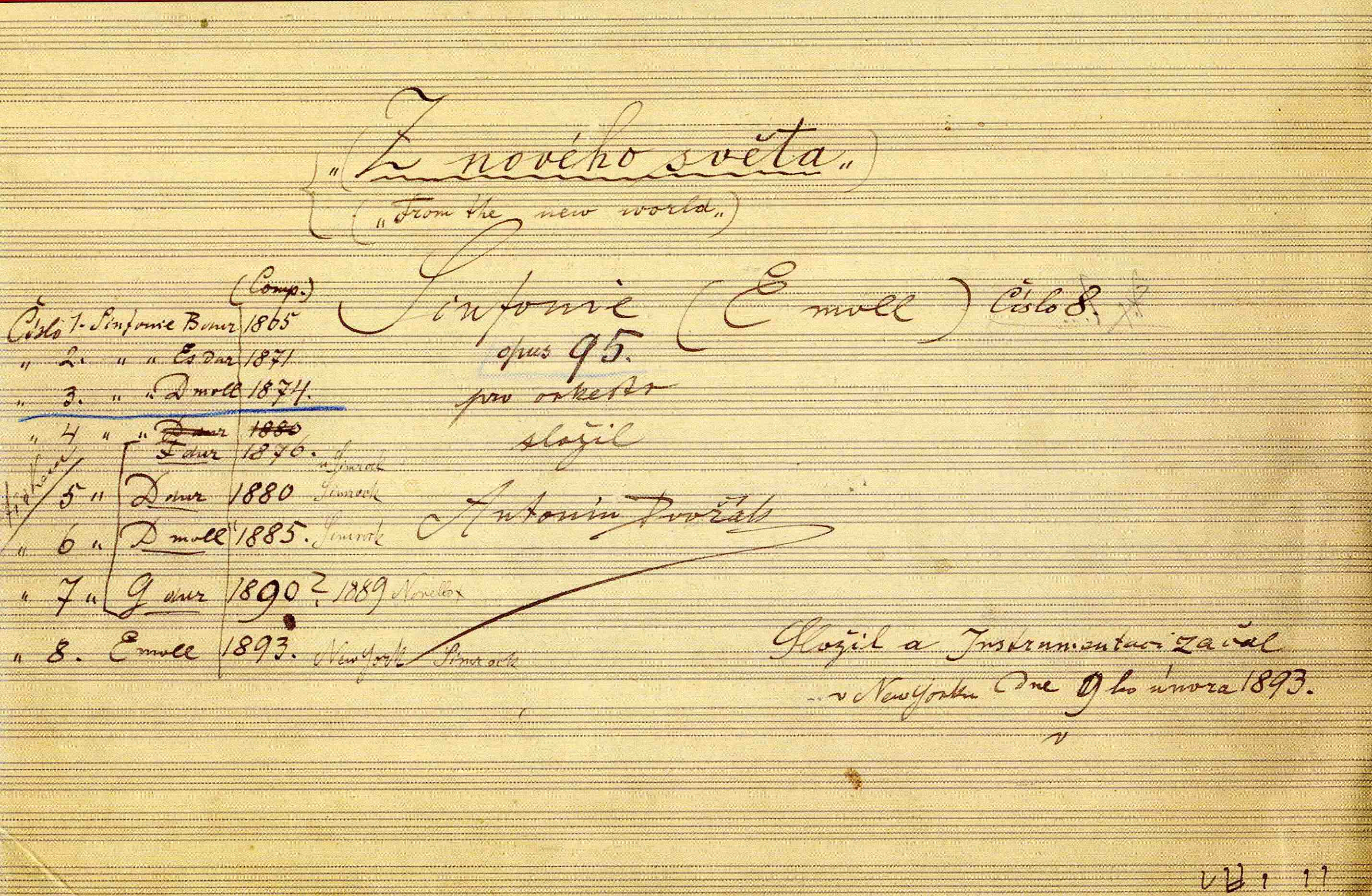
Титульный лист автографа симфонии

Симфония № 9 ми минор «Из Нового Света», соч. 95, B. 178 (чеш. Z nového světa), часто называемая просто симфонией Нового Света — последняя симфония А. Дворжака. Была написана в 1893 году во время пребывания композитора в США и основывается на национальной музыке этой страны. Она является самой известной его симфонией и принадлежит к наиболее часто исполняемым произведениям мирового репертуара. Премьера состоялась 15 декабря 1893 года в Карнеги-холле. В старой литературе обозначается как № 5.

## История создания и роль национальной музыки
Работавший в Америке в 1892—1895 годах Дворжак живо интересовался негритянской (спиричуэлы) и индейской музыкой. Он писал:

Я убежден, что будущее музыки этой страны до́лжно искать в том, что зовётся негритянскими мелодиями. Они могут стать основой для серьёзной и самобытной композиционной школы Соединённых штатов. Эти прекрасные разнообразные мелодии порождены землёй. Это народные песни Америки, и ваши композиторы должны обратиться к ним.
Оригинальный текст (англ.)I am convinced that the future music of this country must be founded on what are called Negro melodies. These can be the foundation of a serious and original school of composition, to be developed in the United States. These beautiful and varied themes are the product of the soil. They are the folk songs of America and your composers must turn to them.
Симфония была заказана Нью-Йоркским филармоническим оркестром и исполнена им впервые 16 декабря 1893 года в Карнеги-холл, дирижировал А. Зайдль. Публика встретила новое сочинение с огромным восторгом, композитору приходилось после каждой части вставать и кланяться.
Днём ранее (15 декабря) в «Нью-Йорк Геральд» была опубликована статья Дворжака, где он разъяснял, какое место занимает индейская музыка в его симфонии:

Я не использовал напрямую никаких [индейских] мелодий. Я просто создал свои темы, основываясь на особенностях индейской музыки, и, используя эти темы как исходный материал, развил их всеми силами современных ритмов, контрапункта и оркестровки.
Оригинальный текст (англ.)I have not actually used any of the [Native American] melodies. I have simply written original themes embodying the peculiarities of the Indian music, and, using these themes as subjects, have developed them with all the resources of modern rhythms, counterpoint, and orchestral colour.
В этой же статье Дворжак писал, что считает вторую часть симфонии «наброском или этюдом к другой работе, кантате или опере … которая будет основываться на „[Песни о] Гайавате“ Лонгфелло». Этого произведения Дворжак так и не создал. Он также писал, что третья часть — скерцо — «написана под впечатлением от сцены пира в „Гайавате“, где индейцы танцуют».
Что интересно, музыка, которая теперь воспринимается как классический вариант негритянского спиричуэла, могла быть написана Дворжаком, чтобы создать соответствующее впечатление. В газетном интервью 1893 года можно прочитать:

«Я обнаружил, что музыка негров и индейцев почти что совсем одинакова», «музыка этих двух рас породила замечательное сходство с музыкой Шотландии».
Оригинальный текст (англ.)I found that the music of the negroes and of the Indians was practically identical.

The music of the two races bore a remarkable similarity to the music of Scotland.

Большинство исследователей сходятся на том, что композитор имеет в виду пентатонику, типичную для музыкальных традиций всех этих народов.
В опубликованной в 2008 году статье в «Хронике высшего образования» видный музыковед Дж. Горовиц утверждает, что негритянские спиричуэлы оказали очень большое влияние на музыку девятой симфонии. Он цитирует интервью 1893 года с Дворжаком в Нью-Йорк Геральд: «В негритянских мелодиях Америки я нахожу все, что нужно для великой и достойной уважения музыкальной школы».
Но несмотря на всё это, как правило, всё-таки считается, что, как и другие сочинения Дворжака, эта симфония имеет более общего с народной музыкой Богемии, чем Соединённых штатов. Л. Бернстайн считал, что эта музыка действительно полинациональна в самых своих основах.
Во время миссии «Аполлона-11» Нил Армстронг взял запись симфонии с собой на Луну.

## История исполнения
Вслед за американской премьерой симфония быстро завоевала европейские концертные залы. Александр Маккензи дирижировал лондонской премьерой 21 июня 1894 года, месяц спустя состоялось первое исполнение на континенте (20 июля, Карлсбадский оркестр под управлением Августа Лабицкого).
Партитура, исполнявшаяся на премьере 16 декабря 1893 года и в дальнейшем, содержала отступления от оригинальной рукописи. 17 мая 2005 года Денис Воэн и Лондонский филармонический оркестр впервые исполнили симфонию в оригинальной версии.

## Музыка

Начало второй части (Largo) в рукописи. Соло английского рожка.

### I. Adagio — Allegro molto
Симфония начинается с задумчивого медленного вступления (Adagio). Главная партия (Allegro molto) разворачивается постепенно, при игре струнных в унисон, затем вырастает неудержимый её порыв, добавляются удары литавр. Она выражает динамику жизни в огромном Нью-Йорке.

### II. Largo
Вторую часть Дворжак называл «легендой». В ней раскрываются бесконечные просторы прерий. Эта печальная музыка была, по словам самого композитора, навеяна плачем Гайаваты по его возлюбленной. Посреди болезненной меланхолии солирует английский рожок. Вся часть, однако, завершается светло и оптимистично.

### III. Scherzo. Molto vivace
Скерцо открывается темой с характерным для фурианта ритмическим рисунком. Изображается подготовка к свадьбе Гайаваты. Неожиданно трио с его вальсовой мелодией: в весёлый танец индейцев вторгается на мгновение тоска композитора по родине. В коде вновь приобретает силу главная тема первой части. Ей нежно отвечает тема скерцо.

### IV. Allegro con fuoco
Последняя часть полна такой силы и динамики, какие не встречаются ни в одной другой симфонии Дворжака. Через весь оркестр проходит главная тема, страстно описывается «Новый свет». Другая тема, кларнетов, вновь напоминает о родине композитора, о том, как он туда рвётся. Повторяются снова мелодии из первых трёх частей. В финале мощно звучит главная тема.

## Состав оркестра
- Деревянные духовые:
  - флейта-пикколо (дублирует одну из флейт; короткое соло в I части),
  - 2 флейты,
  - 2 гобоя,
  - английский рожок (дублирует один из гобоев; короткое соло во II части),
  - 2 кларнета,
  - 2 фагота.
- Медные духовые:
  - 4 валторны,
  - 2 трубы,
  - 3 тромбона,
  - туба (только во II части).
- Ударные:
  - литавры,
  - треугольник (только в III части),
  - тарелки (только в IV части).
- Струнные.

### Ноты
- Симфония № 9 Антонина Дворжака: ноты произведения на International Music Score Library Project

### Записи
- Запись оркестра Колумбийского университета.
- Запись Филадельфийского оркестра (Стоковский, 1934).